# Apodini
Apodini – plemię ptaków z podrodziny jerzyków (Apodinae) w rodzinie jerzykowatych (Apodidae).

## Zasięg występowania
Plemię obejmuje gatunki występujące w Afryce, Ameryce i Eurazji.

## Systematyka
Do plemienia należą następujące rodzaje:
- Schoutedenapus de Roo, 1968 – jedynym przedstawicielem jest Schoutedenapus myoptilus (Salvadori, 1888) – afrojerzyk mysi
- Aeronautes E. Hartert, 1892
- Tachornis Gosse, 1847
- Panyptila Cabanis, 1847
- Cypsiurus Lesson, 1843
- Tachymarptis Roberts, 1922
- Apus Scopoli, 1777